# 阿拉尼亚
阿拉尼亚（土耳其語：Alanya）是土耳其安塔利亚省的一座旅游城市，位于地中海沿岸，距离省府安塔利亚约166公里。城市人口近25万，几乎全部是安纳托利亚血统，此外还有约1万左右的欧洲人居住在此。
阿拉尼亚位于托罗斯山脉下面的一个小半岛，延伸到地中海，天然的战略地位重要，因此一直是许多地中海帝国的据点，包括托勒密，塞琉古，罗马、拜占庭和奥斯曼帝国。阿拉尼亚最重要的政治地位体现在中世纪，凯库巴德一世统治鲁姆苏丹国时期，很多该时期建造的建筑成为城市地标，包括克孜尔库勒（红楼）、造船厂和阿兰亚城堡。
地中海气候、自然景观和历史遗产，使阿拉尼亚成为旅游的热门目的地。旅游业自1958年以来已上升成为城市的主导产业，导致城市人口相应增加。